# ジョーカー (映画)
『ジョーカー』（原題：Joker）は、DCコミックス「バットマン」シリーズに登場するスーパーヴィランであるジョーカーをベースとした、2019年のアメリカのサイコスリラー映画。監督はトッド・フィリップス、脚本はフィリップスとスコット・シルヴァーが務め、ホアキン・フェニックス、ロバート・デ・ニーロ、ザジー・ビーツ、フランセス・コンロイらが出演した。R15+指定。
興行収入はR指定映画として初めて10億ドルを超えた。第76回ヴェネツィア国際映画祭でプレミア上映され金獅子賞を受賞、第92回アカデミー賞では、作品賞、監督賞、脚色賞を含む最多11部門にノミネートされ、フェニックスが主演男優賞、ヒドゥル・グドナドッティルが作曲賞を受賞した。
本作は、「DCエクステンデッド・ユニバース」をはじめ、恐らくマルチバースの関係にある過去に製作された「バットマン」の映画・ドラマ・アニメーションのいずれとも世界観を共有しない、完全に独立した映画である。ジョーカーの原点を描いた内容ではあるが、本作より前の映像作品に登場している、どのジョーカーの過去でもない。
公開時のキャッチコピーは「本当の悪は笑顔の中にある」。

## ストーリー
舞台は1981年のゴッサム・シティ。大都市でありながらも、財政の崩壊により街には失業者や犯罪者があふれ、貧富の差は大きくなるばかり。そんな荒廃した街に住む道化師、アーサー・フレックは、派遣ピエロとしてわずかな金を稼ぎながら、年老いた母親ペニーとつつましい生活を送っていた。彼は緊張すると発作的に笑い出してしまう病気のため定期的にカウンセリングを受け、大量の精神安定剤を手放せない自身の現状に苦しんでいる。
しかしアーサーには一流のコメディアンになるという夢があった。ネタを思いつけばノートに書き記し、尊敬する大物芸人マレー・フランクリンが司会を務めるトークショーが始まれば彼の横で脚光を浴びる自分の姿を夢想する。

心優しき道化師アーサー
ある日、アーサーはピエロ姿で店の看板を持ちながらセールの宣伝をしていると、不良の若者たちに看板を奪われる。若者を追いかけたアーサーは、待ち構えていた彼らに暴行を受ける。後日、アーサーは派遣会社から看板を壊したことと、仕事を放棄したことを責められ、まともに話も聞いてもらえない。アーサーを心から気にかけてくれるのは小人症の同僚ゲイリーだけだった。またアーサーは同僚ランドルから護身用にと半ば強引に拳銃を受けとる。アーサーの生活は酷く困窮しており、ペニーは30年ほど前に自分を雇っていた街の名士トーマス・ウェインへと救済を求める手紙を何度も送っていたが、一向に返事は届かない。不運が続くアーサーの心のよりどころは、同じアパートに住むシングルマザーのソフィー・デュモン。アーサーはソフィーとは挨拶をする程度の関係だったが、アーサーは度々ソフィーの後をつけ、その姿を眺めていた。

初めての罪
ある日、アーサーは同僚のランドルから受け取った拳銃を小児病棟の慰問中に落としてしまい、上司からクビを宣告される。同僚ランドルが保身のために嘘を吐いたことも分かり、絶望したアーサーが地下鉄に乗っていると、1人の女性が酔っ払ったスーツの男3人に絡まれていた。アーサーは見て見ぬふりをしようとするも発作が起きて笑いが止まらなくなり、気に障った3人から暴行を受けると、反射的に拳銃を取り出して全員を射殺してしまう。混乱と焦燥感に襲われ駅から駆け出すアーサーだが、次第に言い知れぬ高揚感が己を満たしていった。実は死んだ3人は、ウェイン証券に勤めるエリート社員だった。社長として報道番組に出演したトーマスは、素顔を晒さず逃げた犯人を「ただのピエロだ」と罵った。しかし、貧しい人々はこの事件を、貧困層から富裕層への復讐と捉え、犯人に共感していた。「ピエロ」発言を、貧困層そのものを嘲る言葉と解釈する人々。トーマス自身は市の現状を憂い、改善に尽力する人物なのだが、大富豪ゆえに貧困層の恨みを買い、激しいバッシングが巻き起こった。
予算不足を理由にカウンセリングや薬の処方を打ち切られたアーサーは、意を決してかねてより視察していたクラブのステージに立つと、笑いの発作に悩まされながらも無事にやり遂げ、成果を上げることができた。加えて、地下鉄殺人の犯人を支持する市民の様子にアーサーは気分を上げ、ソフィーと仲を深める。

ウェイン邸へ
そんな中、帰宅したアーサーがペニーの書いた手紙を盗み見ると、そこには自分がトーマスの息子であるように書かれていた。アーサーに問い詰められたペニーは手紙の内容を認め、トーマスの頼みで距離を取ったことを明かす。真実を確かめるべくウェイン邸を訪ねたアーサーは、庭で遊んでいたトーマスの息子ブルースと出会う。手品で気をひき柵越しに話をしていると執事のアルフレッドが駆け寄ってきたので、隠し子の件を匂わせトーマスに会おうとするが、ペニーの妄想だと突っぱねられる。母を侮辱され逆上したアーサーは掴みかかるが、傍でこちらを見ているブルースに気付くと逃げるように帰宅する。

裏切り
アパート前はパトカーや救急車で騒然としており、中から出てきたのはストレッチャーに横たわり搬送されるペニーだった。アーサーは病院の前でギャリティ刑事とその相棒に話しかけられ、自分が地下鉄殺人の犯人だと目星をつけられていることを知る。アーサーがソフィーと共に病院のベッドで眠る母に付き添っていると、病室のテレビでは憧れのマレーのトークショーが放送されており、何と先のクラブのステージでネタを披露するアーサーの姿が映し出される。驚きつつも幸福感を抱くアーサーだったが、マレーは彼をジョーカーと呼び、ネタの拙さや立ち居振る舞いを馬鹿にして笑いをとっていた。憧れの人物が自分を「笑いもの」にする光景に、テレビを見つめるアーサーの表情は険しくなっていく。一方、街ではピエロの仮面を被った市民による抗議デモが頻発し、トーマスへも非難の声が上がっていた。

出生の秘密
翌日、トーマスがサイレント映画「モダンタイムズ」を鑑賞している劇場の前では、やはり抗議デモが起こっていた。アーサーは劇場へ侵入しボーイに変装すると、トイレでトーマスが1人になったところを見計らって隠し子の件を聞き出そうする。しかしトーマスはアーサーが養子であり、ペニーとの肉体関係はなく、彼女は逮捕され州立病院に入院したこともあると告げる。話を信じられないアーサーは激高し言葉をまくし立てるが、ペニーを「イカれた女」と呼ばれたことをきっかけに笑いの発作が起きてしまう。トーマスはアーサーを殴ると、息子に近付けば殺すと警告してその場を去っていく。
失意のアーサーのもとに、マレーのトークショーのスタッフから電話がかかってくる。話を聞くと、アーサーの映像を流した回の反響が凄く、翌週の番組に出演して欲しいのだという。自分を「笑いもの」にするつもりだと気付きつつも話を承諾したアーサーは、アーカム州立病院を訪れて事務員にペニーの過去のカルテを確認してもらっていた。事務員はペニーに酷い妄想障害があり、自分の子供の健康を害したことで有罪になったことを読み上げると、カルテを渡すには本人の署名が必要だとアーサーに告げる。アーサーはカルテを強奪して中身を読み進め、トーマスの話が真実であること、自分がペニーの恋人によって酷い虐待をされていたこと、虐待する恋人をペニーが止めなかった理由が「虐待されても笑っているから」だったことを知る。全てに絶望したアーサーは大声でむせび泣き、笑い崩れた。

母親殺害
ずぶ濡れの姿でアパートへ帰りソフィーの部屋へと入るアーサーだが、出会ったソフィーはまるで初対面であるかのように怯えている。アーサーはソフィーとの仲を深めることなどできておらず、これまで過ごした2人の日々は全てアーサーの妄想だったのだ。自分の部屋に移り笑い続けるアーサーは、アパートに帰ってくる前の出来事を回想する。ペニーの病室に佇み、悲劇だと思っていた自分の人生が実は喜劇だと気付いたと語ると、アーサーはペニーの顔に枕を押し付け窒息死させていた。

元同僚惨殺
明くる日、アーサーは自宅でマレーとの会話を想定した一人芝居を演じることで、番組の最中に拳銃自殺するためのリハーサルを行う。
迎えた放送当日、自宅で髪を緑に染め上げピエロのメイクを施すアーサーの元に、元同僚のゲイリーとランドルが訪問してくる。ゲイリーはペニーの弔問が目的だったが、ランドルは先日、事務所で拳銃をアーサーに渡した経緯からアーサーが地下鉄殺人の犯人だと感づいており、拳銃の出所について証言の口裏を合わせるため来訪したのだ。アーサーは隙をついてランドルの胸と目にハサミを突き刺し、頭を何度も壁に打ち付けるなどして惨殺する。ゲイリーに番組「マレー・フランクリン・ショー」に出演することと、唯一優しく接してくれたことへの感謝を伝え、彼を無事に帰す。
ピエロのメイクを完成させたアーサーはアパートを出て踊りながら長い階段（後のジョーカー・ステアーズ）を下っていく。そこへ声をかけて来るギャリティ刑事とその相棒。逃げるため地下鉄へ駆け込むアーサー。そこは偶然にもこれからデモに向かうピエロの仮面を被った市民で溢れかえっていた。刑事たちは電車内で掴み合いになると無実の市民を誤射してピエロたちの暴行を受ける事態に陥り、アーサーを逃がしてしまう。無事にスタジオに到着したアーサーは、控え室で対面したマレーに自分のメイクは昨今の情勢とは全くの無関係であることを告げ、「自分を本名ではなくジョーカーと紹介してほしい」と頼む。

生放送での殺害
間もなく生放送が始まった。出番になり登場したアーサーだが、口を開く度にマレーに茶々を入れられて拍子を外され、次第にリハーサルとは違う行動を取り始める。流れで地下鉄での証券マン3人の殺人の犯人であることを告白すると、続いて社会の不条理を主張し始めた。マレーに全ての人間が最低なわけではないと反論されたアーサーは「僕を笑い者にしようとしてるマレーもあいつらと同じだ」と怒りを露わにする。そして、涙の訴えも聞き入れられず退場を宣告されたアーサーは、感情に身を任せてマレーを射殺。逃げ出す観客をよそにテレビカメラの前でステップを踏み、マレーの決め台詞「That's life!（それが人生！）」を真似しようとする。しかし、寸前で放送は中断し、その場で逮捕されてしまう。

暴徒
アーサーの凶行をきっかけに街のいたるところで暴動が起きる中、パトカーで護送されるアーサーがその光景を美しいと表現した直後、パトカーに暴徒の乗った車が激突する。街では富裕層の人々が悪辣な暴行を受けており、家族で舞台を鑑賞していたトーマスは騒動を避けるべく路地へと逃げ込むが、それを見ていた1人の暴徒によって妻と共に射殺され、息子のブルースだけが生き残った。パトカーのボンネットで気絶から目覚めたアーサーはその場に立ち上がると、自らの血で口元のメイクをグラスゴースマイルのように変えた後、周囲を囲むピエロ姿の暴徒たちがあげる歓喜の声に両手を広げ受け止める。

最後に
場面は変わり、ノーメイクのアーサーが手錠を付け煙草を吸いながら精神分析を受けていた。「ジョークを思いついた」と笑う彼にカウンセラーはそれを話すよう頼むが、アーサーは「理解できないさ」と断り、代わりにフランク・シナトラの『That's Life』を口ずさむ。部屋から出たアーサーは廊下に血の足跡をベッタリ残して歩を進め、突き当りの窓際で陽光に照らされながら踊り始める。すぐに病院の職員に見つかると、アーサーは右へ左へと逃げ回るのだった。

## キャスト
アーサー・フレック / ジョーカー
演 - ホアキン・フェニックス、日本語吹替 - 平田広明
精神的な問題や貧困に苦しみながらも、スタンダップコメディアンを目指している道化師。認知症気味の母の面倒を見る心優しい男だが、感情が高ぶると自分の意思に関係なく突然笑いだしてしまう病気を患っており、また妄想と現実の区別もつかなくなってきている。自身の辛い境遇から精神のバランスを崩し、次第に常軌を逸した行動を取っていく。
マレー・フランクリン
演 - ロバート・デ・ニーロ、日本語吹替 - 野島昭生
人気トーク番組「マレー・フランクリン・ショー」の司会者。アーサーが憧れている。
ソフィー・デュモン
演 - ザジー・ビーツ、日本語吹替 - 種市桃子
アーサーと同じアパートに住むシングルマザーの女性。
ペニー・フレック
演 - フランセス・コンロイ、日本語吹替 - 滝沢ロコ
アーサーの母親。認知症気味で体が少し不自由。若い頃はゴッサム随一の大富豪のウェイン家にメイドとして仕えていたとアーサーに語り、トーマス・ウェインなら自分たちを助けてくれると信じている。
若いペニー
演 - ハンナ・グロス、日本語吹替 - 和優希
トーマス・ウェイン
演 - ブレット・カレン、日本語吹替 - 菅生隆之
ゴッサムシティに多数の企業を持つ大富豪。政界に進出し市議会議員となるが、医療制度の解体を推し進めたことで困窮する貧困層からバッシングを受けている。
バーク刑事
演 - シェー・ウィガム、日本語吹替 - 山岸治雄
ゴッサム市警の刑事。
ギャリティ刑事
演 - ビル・キャンプ、日本語吹替 - 高岡瓶々
ゴッサム市警の刑事。
ランドル
演 - グレン・フレシュラー、日本語吹替 - ボルケーノ太田
アーサーの同僚の道化師。暴行を受けたアーサーに半ば強引に拳銃を貸し与える。
ゲイリー
演 - リー・ギル、日本語吹替 - 越後屋コースケ
アーサーの同僚の道化師。小人症で他の同僚に身長をネタにからかわれる。アーサー曰く、彼に優しく接する唯一の存在。原作においてジョーカーのずっと昔の相棒であるギャギーというヴィランが元ネタ。
ホイト・ヴォーン
演 - ジョシュ・パイス、日本語吹替 - 志村知幸
アーサーの上司。暴行を受けたアーサーの話を信じようとせず、彼に冷たく当たる。
ジーン・アフランド
演 - マーク・マロン、日本語吹替 - 唐沢龍之介
「マレー・フランクリン・ショー」のプロデューサー。
アルフレッド・ペニーワース
演 - ダグラス・ホッジ、日本語吹替 - 田中美央
トーマス・ウェインの執事。
ブルース・ウェイン
演 - ダンテ・ペレイラ＝オルソン
トーマスの息子。原作である『バットマン』の主人公。原作では両親を目の前で喪った悲しみから、成人後にコウモリのコスチュームを纏って犯罪者に立ち向かうクライムファイターとなる。
民生委員
演 - シャロン・ワシントン、日本語吹替 - 伊沢磨紀
アーサーを担当する民生委員。
カール
演 - ブライアン・タイリー・ヘンリー、日本語吹替 - 武田太一
アーカム州立病院の事務員。
その他声の出演：河本邦弘、各務立基、岡田恵、木村涼香、吉富英治、飯沼南実、福西勝也、中村和正、拝真之介、菊池通武、岩中睦樹、新祐樹

## 製作

### 背景
監督を務めたトッド・フィリップスは本作がアメリカの社会格差を風刺する作品として話題を集めたのを認めつつ、映画の超目標はあくまでもアーサー・フレックという個人がいかにしてジョーカーという悪役へ変遷するかを描く人物研究めいた作品であるとコメントしている。この構想を立てたフィリップスはスコット・シルヴァーと共におよそ1年をかけて脚本を執筆した。脚本は「タクシードライバー」「キング・オブ・コメディ」などマーティン・スコセッシ監督・ロバート・デ・ニーロ主演の作品群に影響を受け、原作コミックから大きく逸脱する内容に完成したが、配給のワーナー・ブラザースは特別な指摘を示さなかった。作品の舞台は原作コミックに共通するゴッサム・シティであり、時代背景は70年代から80年代を彷彿とさせる様相を見せているが明確な定義づけはなされず、フィリップス、マーク・フリードバーグ、エドウィン・リベラらによって1981年のニューヨークをモチーフに創造された架空の都市である。

### キャスティング
ジョーカーことアーサー・フレックには個性派俳優として知られるホアキン・フェニックスがキャスティングされた。当初はスコセッシが監督し、彼の盟友であるレオナルド・ディカプリオがキャスティングされる構想もあったが、実際にメガホンを取ったフィリップスは脚本の執筆段階からフェニックスを意識してジョーカーのイメージを手がけ、彼以外起用は考えられないとコメントしている。ジョーカーに次いで重要な役どころとなるマレー・フランクリンにはロバート・デ・ニーロが起用された。トーマス・ウェイン役にはドナルド・トランプの物真似で有名なアレック・ボールドウィンが検討されたが、最終的にブレット・カレンに決まった。

### 新たなジョーカーの創造
本作の主人公であるジョーカーはDCコミックスのアメリカンコミック「バットマン」に登場するスーパーヴィランで、主人公のバットマン（ブルース・ウェイン）の対極に位置づけられる最悪の悪役として、ビル・フィンガー、ボブ・ケイン、ジェリー・ロビンソンによって創造された。彼に関する明確なオリジンは確立されておらず、またジョーカー自身が狂人であるため語る度に変化していると設定されている。最も有名なエピソードとして「元々は売れないコメディアンで、強盗を犯したところをバットマンから逃げる途中に化学薬品の溶液に落下し、白い肌、赤い唇、緑の髪、常に笑みをたたえる裂けた口の姿に変貌した」がパブリックイメージとして浸透している。本作ではこのオリジンないし、原作コミックや他のメディアミックス作品などとの関連性は撤廃され、一部を踏襲しながらも、脚本を手がけたトッド・フィリップスとスコット・シルヴァーによって、ゴッサム・シティで母と暮らす「アーサー・フレック」というまったく新たなオリジンが定義されたが、同時に本作のジョーカーを「信用できない語り部」とする事で、このオリジンが真実であるかどうかは全くの不明というコミックの設定も踏襲している。
ジョーカーの姿は原作コミックや映像作品が有する「白い肌」「緑の髪」「赤く笑ったように裂けた唇」といった特徴が本作の彼にも踏襲されているが、先述のオリジンでは意図せず発現したこれらはすべて、コメディアンを志すジョーカーことアーサーが自ら手がけたメイクとして描かれている。衣装は原作やこれまで幾多の俳優が演じたジョーカーのスーツ姿が踏襲されたが、カラーリングは一新され、赤系統色のジャケットが特徴的なファッションが定着した。ジョーカーを演じるにあたってフェニックスは撮影開始3ヶ月前には80kg以上あった体重を「1日をりんご1個と少量の野菜のみで過ごす」過酷な食量制限によって58kgまで減量した。

### 撮影
2018年9月より、ニューヨーク市内で撮影がスタートした。ロケ地となったのはブルックリンのチャーチ・アベニュー駅、ブロンクスのベッドフォード・パーク・ブールバード駅。ブルックリンの9番街駅の廃プラットホームでは暴力シーンの撮影も行われた。クイーンズのアストリアにあるファースト・セントラル・セービングス・バンクなどである。ニュージャージー州のジャージーシティでも撮影が行われ、ニューアーク・アベニューが一時閉鎖されてのロケが行われた。10月にはニューアーク、11月には郡道501号での撮影が行われた。

### 公開
当初、日本での公開は11月の予定だったが、後に10月4日に日米同時公開に変更となった。日本でのキャッチコピーは「本当の悪は笑顔の中にある」。

## 評価

### 興行成績
10月4日に公開され、アメリカでは公開初日からの3日間で9,620万2,337ドルを記録。
R指定作品として、全世界での興行成績において、『デッドプール2』が保持していた7億8,500万ドルの世界記録を塗り替え、10億ドルを超え、1位を記録。
日本では、10月4日に全国359スクリーンで公開され、土日2日間で動員35万6000人、興行収入5億4800万円で週末動員ランキングで1位を獲得し、初日から3日間では、動員49万8071人、興行収入7億5566万8700円を記録した。
10月8日までの5日間で10億2,241万3,800円を記録した。
興行収入が2019年12月15日に50億円を突破した。

### 評論
興行的には大成功を収めた一方で、ストーリーラインがマーティン・スコセッシ作品の「タクシー・ドライバー」「キング・オブ・コメディ」のオマージュである点、暴力や殺人を美化する内容、精神疾患に関する問題があるとされた描写から、評論家による作品への評価は賛否両論となった。Rotten Tomatoesによれば、高評価をつけたのは503件の評論のうち347件の69%、平均して10点満点中7.28点である。Metacriticによれば、58件の評論のうち高評価は32件、賛否混在は15件、低評価は11件で、平均して100点満点中59点という平均的評価にとどまっている。

### 受賞
| 賞                               | カテゴリ                                     | 対象                                    | 結果       |
| -------------------------------- | -------------------------------------------- | --------------------------------------- | ---------- |
| アカデミー賞                     | 作品賞                                       |                                         | ノミネート |
| アカデミー賞                     | 監督賞                                       | トッド・フィリップス                    | ノミネート |
| アカデミー賞                     | 主演男優賞                                   | ホアキン・フェニックス                  | 受賞       |
| アカデミー賞                     | 脚色賞                                       | トッド・フィリップス スコット・シルバー | ノミネート |
| アカデミー賞                     | 衣装デザイン賞                               | マーク・ブリッジス                      | ノミネート |
| アカデミー賞                     | 作曲賞                                       | ヒドゥル・グドナドッティル              | 受賞       |
| アカデミー賞                     | 撮影賞                                       | ローレンス・シャー                      | ノミネート |
| アカデミー賞                     | 編集賞                                       | ジェフ・グロス                          | ノミネート |
| アカデミー賞                     | 音響編集賞                                   |                                         | ノミネート |
| アカデミー賞                     | 録音賞                                       |                                         | ノミネート |
| アカデミー賞                     | メイクアップ＆ヘアスタイリング賞             |                                         | ノミネート |
| 英国アカデミー賞                 | 作品賞                                       |                                         | ノミネート |
| 英国アカデミー賞                 | 監督賞                                       | トッド・フィリップス                    | ノミネート |
| 英国アカデミー賞                 | 主演男優賞                                   | ホアキン・フェニックス                  | 受賞       |
| 英国アカデミー賞                 | 脚色賞                                       | トッド・フィリップス スコット・シルバー | ノミネート |
| 英国アカデミー賞                 | キャスティング賞                             |                                         | 受賞       |
| 英国アカデミー賞                 | 撮影賞                                       |                                         | ノミネート |
| 英国アカデミー賞                 | 編集賞                                       |                                         | ノミネート |
| 英国アカデミー賞                 | 美術賞                                       |                                         | ノミネート |
| 英国アカデミー賞                 | 音響賞                                       |                                         | ノミネート |
| 英国アカデミー賞                 | メイクアップ＆ヘアスタイリング賞             |                                         | ノミネート |
| 英国アカデミー賞                 | 作曲賞                                       | ヒドゥル・グドナドッティル              | 受賞       |
| ゴールデングローブ賞             | 作品賞（ドラマ部門）                         |                                         | ノミネート |
| ゴールデングローブ賞             | 監督賞                                       | トッド・フィリップス                    | ノミネート |
| ゴールデングローブ賞             | 主演男優賞 (ドラマ部門)                      | ホアキン・フェニックス                  | 受賞       |
| ゴールデングローブ賞             | 作曲賞                                       | ヒドゥル・グドナドッティル              | 受賞       |
| 日本アカデミー賞                 | 最優秀外国作品賞                             |                                         | 受賞       |
| 全米映画俳優組合賞               | 主演男優賞                                   | ホアキン・フェニックス                  | 受賞       |
| ヴェネツィア国際映画祭           | 金獅子賞                                     |                                         | 受賞       |
| クリティクス・チョイス・アワード | 作品賞                                       |                                         | ノミネート |
| クリティクス・チョイス・アワード | 主演男優賞                                   | ホアキン・フェニックス                  | 受賞       |
| クリティクス・チョイス・アワード | 脚色賞                                       | トッド・フィリップス スコット・シルバー | ノミネート |
| クリティクス・チョイス・アワード | 作曲賞                                       | ヒドゥル・グドナドッティル              | 受賞       |
| クリティクス・チョイス・アワード | 美術賞                                       |                                         | ノミネート |
| クリティクス・チョイス・アワード | 撮影賞                                       | ローレンス・シャー                      | ノミネート |
| クリティクス・チョイス・アワード | メイクアップ＆ヘアスタイリング賞             |                                         | ノミネート |
| グラミー賞                       | 最優秀スコア・サウンドトラック               | ヒドゥル・グドナドッティル              | 受賞       |
| グラミー賞                       | 最優秀編曲（インストゥルメンタル／アカペラ） | ヒドゥル・グドナドッティル              | ノミネート |